# Obertal (Gemeinde Tragöß-Sankt Katharein)
Obertal ist eine Ortschaft und eine Katastralgemeinde der Gemeinde Tragöß-Sankt Katharein im Bezirk Bruck-Mürzzuschlag in Steiermark.
Zur Streusiedlung zählen mehrere Einzellagen sowie das Magnesitwerk Styromag.

## Siedlungsentwicklung
Zum Jahreswechsel 1979/1980 befanden sich in der Katastralgemeinde Obertal insgesamt 31 Bauflächen mit 15.149 m² und 21 Gärten auf 13.344 m², 1989/1990 gab es 31 Bauflächen. 1999/2000 war die Zahl der Bauflächen auf 92 angewachsen und 2009/2010 bestanden 38 Gebäude auf 85 Bauflächen.

## Bodennutzung
Die Katastralgemeinde ist forstwirtschaftlich geprägt. 94 Hektar wurden zum Jahreswechsel 1979/1980 landwirtschaftlich genutzt und 949 Hektar waren forstwirtschaftlich geführte Waldflächen. 1999/2000 wurde auf 54 Hektar Landwirtschaft betrieben und 968 Hektar waren als forstwirtschaftlich genutzte Flächen ausgewiesen. Ende 2018 waren 45 Hektar als landwirtschaftliche Flächen genutzt und Forstwirtschaft wurde auf 962 Hektar betrieben. Die durchschnittliche Bodenklimazahl von Obertal beträgt 12,1 (Stand 2010).